# Saotis mirabilis
Saotis mirabilis är en stekelart som beskrevs av Otto Schmiedeknecht 1914. Saotis mirabilis ingår i släktet Saotis och familjen brokparasitsteklar. Inga underarter finns listade i Catalogue of Life.